# 高山善司
高山 善司（たかやま ぜんし、1962年4月24日 - ）は、日本の実業家。ゼンリン第4代代表取締役社長。

## 経歴
長崎県佐世保市出身。佐世保西高、西南学院大学商学部卒業。1986年ゼンリンに入り、東京第二支社長、営業本部副本部長、経営戦略室長、2006年営業本部長。リクルートとの業務・資本提携をまとめる。2006年6月から取締役営業本部長を経て社長に就任(2008年4月1日)。大迫正冨が創業してから60年の歴史のなか4人目の社長となるが、創業家以外で生え抜きのトップは初めて。さらに役員の序列は10番目で8人抜き、わずか45歳での抜擢となったため就任発表があった時、株価が急反発し高水準となったという事が日本証券新聞の1面に載るなど話題となる。創業家で元社長の大迫忍も「やめる時期は早い方がいい。年を取ると老害になる」と原田康に語っていたと西日本新聞の取材に答えるなど、ゼンリンには若い人間が社長にという思いもあった。社長就任にともない創業家で当時副会長の大迫正男（現会長）も代表権を返上したことで、原田康会長（2011年退任）は「脱・創業家」も含めた「新たな挑戦のスタート」を切ることになると読売新聞などの取材に語っていた。2019年住友電気工業会長の松本正義とともに毎日新聞社毎日経済人賞を受賞。

## テレビ出演
- 日経スペシャル カンブリア宮殿 災害・救急・最新技術の裏側で大活躍！ "便利さ"で生活を支える 知られざるゼンリンの秘密（2018年8月9日、テレビ東京）[3]